# Vollenhovia simoides
Vollenhovia simoides é uma espécie de formiga do gênero Vollenhovia, pertencente à subfamília Myrmicinae.